# Algospeak
Algospeak (von engl. algorithm, „Algorithmus“ und speak, „sprechen“) bezeichnet eine Sprachform, die sich in sozialen Medien wie TikTok oder YouTube entwickelte, um die Inhaltsfilter zur Filterung unerwünschter Inhalte der Plattformen zu umgehen. Bestimmte Ausdrücke werden dazu bewusst durch Abkürzungen, Falschschreibung oder Ersetzungen umgeformt. 

## Hintergrund

### Inhaltsfilter
Soziale Medien setzen zur Moderation der nutzergenerierten Inhalte neben manueller Inhaltsmoderation sogenannte Inhaltsfilter ein, um unerwünschte Inhalte aus den Netzwerken zu entfernen. Die Inhaltsfilter basieren auf automatisierter Entscheidungsfindung und maschinellem Lernen, umgangssprachlich oft unter den Schlagwörtern „Algorithmen“ und „Bots“ zusammengefasst.

### Beanstandete Inhalte und Konsequenzen
Zu den unerwünschten Beiträgen in sozialen Medien zählen unter anderem rechtswidrige Beiträge wie Volksverhetzung und Bedrohungen sowie die Verbreitung von gesundheitsgefährdenden Informationen, beispielsweise zu Essstörungen oder Suizid. Im Falle von TikTok wurde jedoch bekannt, dass die Plattform unter anderem auch Beiträge zu LGBTQ-Themen, Inhalte zu sexueller Aufklärung und psychischer Gesundheit sowie von übergewichtigen und behinderten Usern wie Richtlinien- oder Gesetzesverstöße behandelte.
Neben dem Löschen von Inhalten greifen viele Plattformen auch auf sogenanntes Shadowbanning, also dem Ausblenden von Inhalten und damit der Beschränkung der Reichweite, zurück. Bei Usern, die ihre Inhalte monetarisieren, werden beanstandete Inhalte zusätzlich oft demonetarisiert, wodurch für die Produzenten ein Einnahmeverlust entsteht. Rechtswidrige Beiträge können für die Ersteller hingegen strafrechtliche Konsequenzen nach sich ziehen.

### Einsatz von Algospeak
Um die Inhaltsfilter und die damit verbundenen Konsequenzen zu umgehen, greifen die Ersteller der Inhalte bei vermutlich beanstandeten Wörtern oft auf Algospeak zurück. Obwohl Algospeak auch auf anderen Plattformen eingesetzt wird, wird es hauptsächlich mit TikTok in Verbindung gebracht.
Da es von den Plattformen kein vollständiges Regelwerk zu den abgelehnten Inhalten gibt, ist die Entscheidungslogik der Inhaltsfilter für die User nicht transparent. Die Entscheidung darüber, welche Wörter verschleiert werden, treffen viele User deshalb auf Basis bisheriger Erfahrungen, infolge des bestehenden Regelwerks oder aufgrund der von anderen Usern genutzten Algospeak-Begriffe.

## Methoden
Das Hauptziel bei der Nutzung von Algospeak ist es, Wörter vor Inhaltsfiltern zu verstecken, aber weiter für Menschen verständlich zu sein. Algospeak bedient sich dazu mehrerer früherer Arten von Netzjargon. So wird auf Leetspeak, also die Ersetzung von Buchstaben durch ähnlich geformte Zeichen, zurückgegriffen. Beispiele hierfür sind „@b0rt!0n“ anstelle von „abortion“ (deutsch Schwangerschaftsabbruch) oder „le$bian“ anstelle von „lesbian“ (deutsch „lesbisch“). Wörter und Ausdrücke werden, ähnlich wie in der SMS- oder Chatsprache, häufig durch das Weglassen von Vokalen, Leerzeichen und Großschreibung verändert. Wie bei Lolspeak werden auch orthographisch, interpunktorisch und grammatikalisch inkorrekte Wörter und Sätze genutzt. Anders als bei Algospeak waren die Intentionen dieser Sprachformen nicht das Umgehen von Inhaltsfiltern, sondern vor allem von humoristischer oder gemeinschaftsstiftender Natur sowie im Falle der SMS-Sprache ein Mittel zur zeichen- und zeitsparenden Kommunikation.
Algospeak umfasst auch Homophone, wie „seggs“ statt „Sex“, und das Schaffen neuer Ausdrücke. Des Weiteren werden Wörter oft durch Emojis substituiert. So gilt eine Schneeflocke als Algospeak-Emoji für Kokain. Von Gegnern der COVID-19-Impfungen wurde während der COVID-19-Pandemie das Wort „Impfung“ durch einen Karotten-Emoji ersetzt, um der Löschung von Falschinformationen zu entgehen. Eine Kombination aus Emojis und Reimen tritt beim Mais-Emoji auf, der als Ersetzung für das Wort „Pornografie“ verwendet wird. Hintergrund ist der bei den beiden Wörtern „corn“ (deutsch „Mais“) und „porn“ (deutsch „Porno“) vorliegende Reim. In Tonaufnahmen werden als problematisch betrachtete Ausdrücke häufig durch einen Piepston ersetzt oder herausgeschnitten.
Da die Inhaltsfilter mit der Zeit auch die meistgenutzten Algospeak-Begriffe erkennen können, entstehen mit der Zeit neue Varianten.